# Whiteside (Misuri)
Whiteside es una villa ubicada en el condado de Lincoln en el estado estadounidense de Misuri. En el Censo de 2010 tenía una población de 75 habitantes y una densidad poblacional de 304,82 personas por km².

## Geografía
Whiteside se encuentra ubicada en las coordenadas 39°11′1″N 91°1′0″O / 39.18361, -91.01667. Según la Oficina del Censo de los Estados Unidos, Whiteside tiene una superficie total de 0.25 km², de la cual 0.24 km² corresponden a tierra firme y (1.05%) 0 km² es agua.

## Demografía
Según el censo de 2010, había 75 personas residiendo en Whiteside. La densidad de población era de 304,82 hab./km². De los 75 habitantes, Whiteside estaba compuesto por el 96% blancos, el 0% eran afroamericanos, el 0% eran amerindios, el 0% eran asiáticos, el 0% eran isleños del Pacífico, el 1.33% eran de otras razas y el 2.67% pertenecían a dos o más razas. Del total de la población el 2.67% eran hispanos o latinos de cualquier raza.